# Xavier Maassen

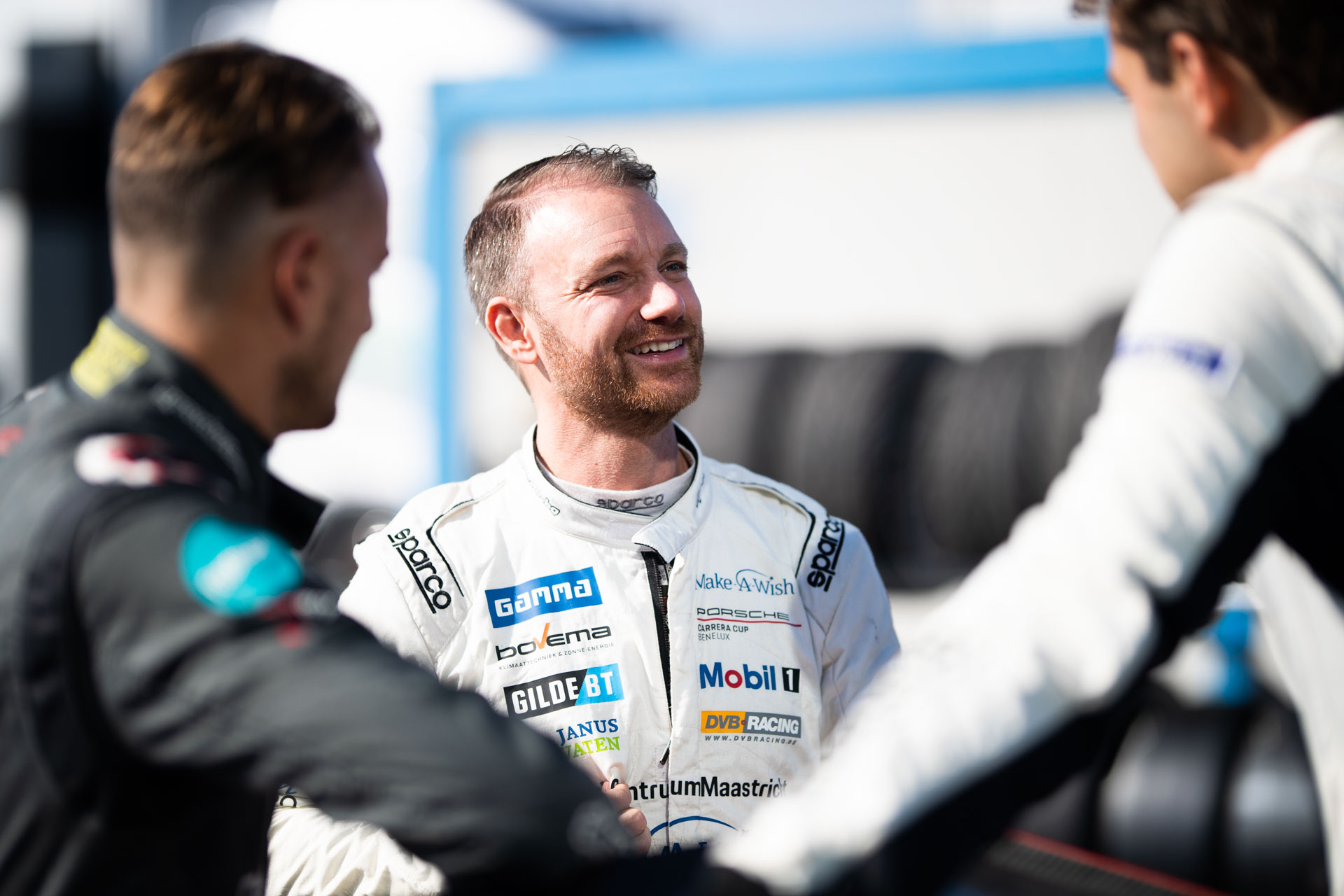
Xavier Maassen 2019

Xavier Maassen (22 juni 1980) is een Nederlands professioneel autocoureur. Naast zijn autosport carrière behaalde hij zijn diploma International Business in 2006 aan de Universiteit van Maastricht. Tevens behaalde Maassen in 2014 zijn Consciousness Coaching diploma als professional coach.
Hij is een racewinnaar in Formula Ford - Formula Renault 2.0 - FIA GT - GT1 World Championship - 24h Zolder - Blancpain Endurance Series -Porsche GT3 Cup Challenge Benelux - Gulf 12H - 24h Nürburgring en de Porsche Carrera Cup Benelux. Hij heeft meer dan twintig 24 uurs races gereden, waaronder viermaal de 24 uur van Le Mans, zeven keer de 24 uur van Spa en drie keer de 24 uur van Zolder en Nurburgring. Deze laatste twee races wist hij te winnen.

## 1996-2004 Karting & Formule Ford
Xavier Maassen begon zijn racecarrière in 1996 met karting. Zijn eerste stappen in de autosport zette hij in 2000 in de Formule Ford. Naast een derde plaats in de Junior Formule Ford Winter Series behaalde Xavier Maassen in de Formule Ford twee Belgische titels en werd hij vice-Benelux kampioen in 2002. Tevens won hij in 2002 de Zolder Touring Cup met een Renault Clio.

## 2003-2006 Formule Renault 2.0
Vanaf 2003 volgden diverse zeges en ereplaatsen in het Nederlandse en Europees Formule Renault 2000-kampioenschap. In 2004 werd hij vice-kampioen in deze klasse na drie zeges en vijf  podiumplaatsen. In 2005 stapte Xavier Maassen naar het internationale niveau over na 4 seizoenen nationale kampioenschappen te hebben gereden in de Formule Ford en Formule Renault. Hij kwam voor rekening van JD Motorsport in de Eurocup Formule Renault 2.0 uit. Maassen behaalde dit seizoen onder meer drie podiumplaatsen en eindigde tiende in het eindklassement. Xavier combineerde in 2006, opnieuw met JD Motorsport, de Eurocup Formule Renault 2.0 met het Formule Renault 2.0 NEC. Hij behaalde twee zeges, zeven podiumplaatsen en werd derde in het Formule Renault 2.0 NEC.

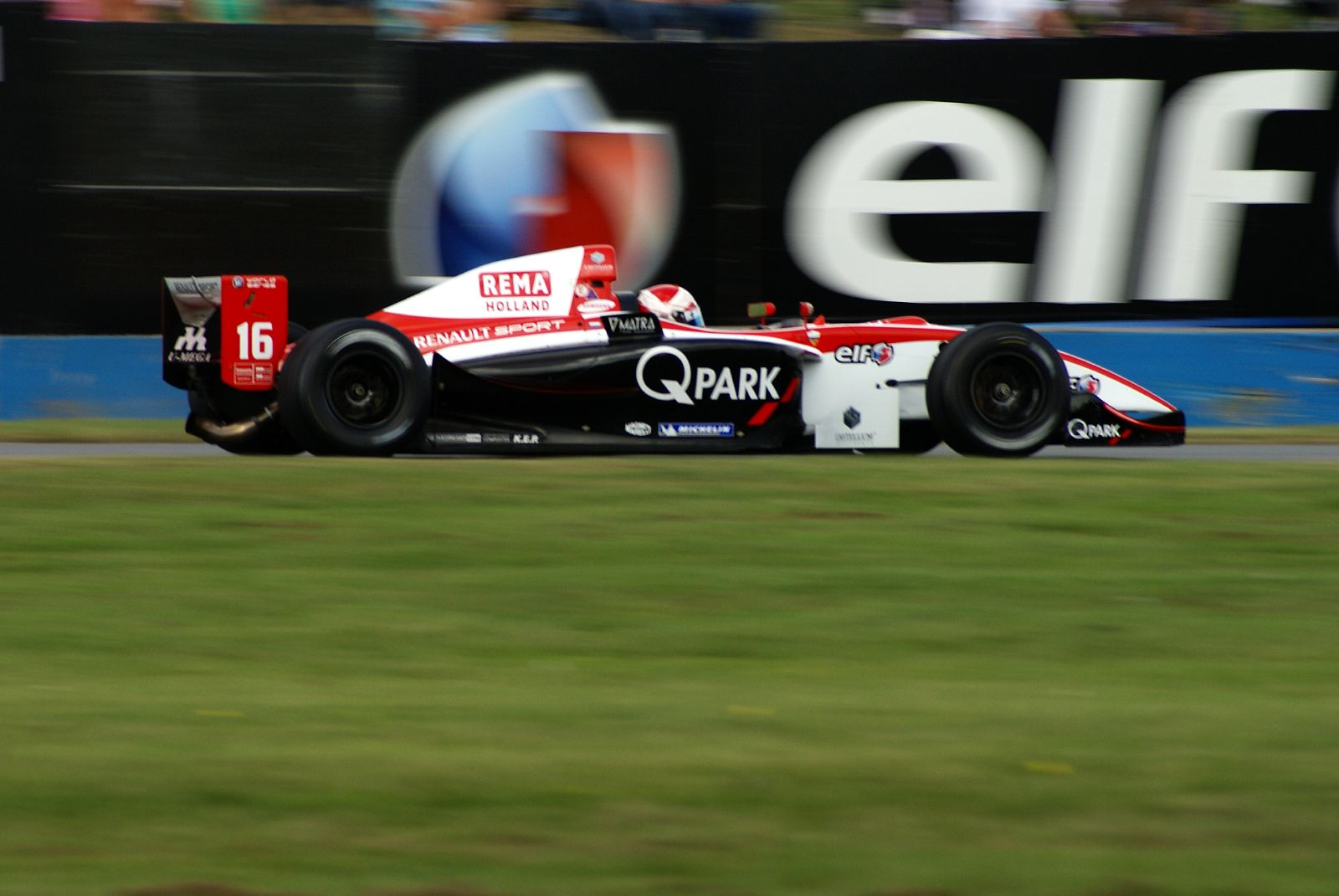
Xavier Maassen in 2007

## 2007 Formule Renault 3.5
In 2007 maakte Xavier Maassen de overstap naar de Formule Renault 3.5 Series, een van de wachtkamers voor de Formule 1, naast de Formule 2 en de GP2. Met het Prema Powerteam was Maassens beste resultaat een dertiende plaats op de Hungaroring.

## 2008-2010 FIA GT & 24h Le Mans
In 2008 maakt Xavier Maassen de overstap naar de Gran Tourismo’s in het FIA GT Kampioenschap. Maassen komt in actie met een Corvette C6.R GT1 van het Belgische SRT. In zijn tweede race van het seizoen op het Italiaanse circuit van Monza, won Maassen, samen met zijn Franse ploegmaat Christophe Bouchut zijn eerste race. Ook in Brno stond Maassen op het podium. Xavier eindigde zevende in het eindklassement.
In 2009 koos hij opnieuw voor het FIA GT kampioenschap met de Corvette. Hij koos voor het Franse team Luc Alphand Aventures, waarmee hij ook in de LM GT1-klasse in de 24 Uur van Le Mans uitkwam. Tijdens zijn eerste deelname aan de 24 uur van Le Mans finishte hij op het podium als tweede in de LM GT1 klasse, samen met zijn Franse teamgenoten Yann Clairay en Julien Jousse. In het FIA GT kampioenschap stond Maassen alleen in Silverstone op het podium.
In het nieuwe GT1 World Championship startte Xavier zijn derde jaar met de Corvette C6R. Hij maakt hij deel uit van het Mad Croc Racing team in 2010. De highlight van het seizoen is de pole-position en overwinning tijdens de race voor het GT1 World Championship in Spa samen met zijn Nederlandse teamgenoot, Jos Menten. Met het team van Luc Alphand Aventures maakt Xavier Maassen zijn tweede start tijdens de 24 uur van Le Mans. Helaas verlaten ze de race vroegtijdig in verband met een kapotte versnellingsbak, ondanks zeer goede mogelijkheden voor de winst in de LM GT1 klasse.

## 2011 Belcar, 24h Le Mans, 24h Spa
In 2011 nam Xavier Maassen deel aan het Belgische Belcar kampioenschap. Op het circuit van Zolder wint hij voor het eerst een 24 uurs race met de Audi R8 LMS van het Audi-team WRT. Uiteindelijk eindigden zij met het team als 2e in het Belgische kampioenschap. Xavier startte de 24 uur van Le Mans met de bekende Dunlop Ferrari 458 GT2 van JMW Motorsport. Het team finishte op de 9e plaats in de GTE PRO klasse. Tijdens de 24 uur van Spa nam Xavier deel met de BMW Z4 GT3 van DB Motorsport, waar hij vroegtijdig uitviel.

## 2012-2013 Blancpain Endurace Series
In 2012 was Xavier Maassen wederom succesvol tijdens de Blancpain Endurance Series. Ditmaal met een overwinning op de Nurburgring en een uiteindelijke derde plaats in het eindklassement van het kampioenschap. In 2013 nam Xavier Maassen wederom deel aan de Blancpain Endurance Series met de Porsche van Prospeed.
Sterke races werden gereden, maar een podiumplaats zat er helaas niet in dit seizoen.

## 2014-2015 Porsche GT3 Cup Challenge Benelux, Belgian GT, 24h Le Mans
Xavier wint in 2014 voor het eerst de Porsche GT3 Cup Challenge Benelux en wordt hij tweede in de Belgian GT Series (BRCC). Met zes overwinningen en zeventien podiumplaatsen is dit een van Xaviers succesvolste seizoenen. In 2015 rijdt Xavier wederom in de Porsche GT3 Cup Challenge Benelux en eindigt vierde in het kampioenschap. Tevens nam hij voor de vierde maal deel aan de 24 uur van Le Mans. Hij reed voor het team van AAI Motorsport in de Porsche GT3 RSR en eindigt op een achtste plaats in de LM GTE Am klasse.

## 2016 ADAC GT Masters, 24h Series, Asian Le Mans Series
Xavier Maassen reed in 2016 diverse kampioenschappen. Hij nam deel aan het ADAC GT Masters met een Audi R8 LMS van het team van Aust Motorsport. Tevens reed hij voor MRS Racing in de 24h Series. Hierin reed hij met een Porsche GT3 Cup naar drie podiumplaatsen in 24 uurs en 12 uurs races. Eind oktober maakte Xavier zijn debuut in de Asian Le Mans Series voor het team van AAI Motorsport met een McLaren 650S GT3.

## 2017-2019 Porsche Carrera Cup Benelux, 24h Nurburgring
Vanaf het seizoen 2017 rijdt Xavier bijna al zijn races in de Porsche GT3 Cup. In 2017 weet hij voor de tweede keer kampioen te worden in de Porsche Carrera Cup Benelux. In 2018 moet hij genoegen nemen met het vice-kampioenschap, maar weet hij wel de 24 uur Nurburgring op zijn naam te schrijven in de SP7 klasse. In 2019 eindigt Xavier als vierde in de Porsche Carrera Cup Benelux na een pechvol seizoen.

## Hoogtepunten
2018: Winner 24 Hours Nürburgring SP7 class, Porsche GT3 Cup
2nd place Porsche GT3 Cup Challenge Benelux, Porsche GT3 Cup
2017: Champion Porsche GT3 Cup Challenge Benelux, Porsche GT3 Cup
2015: Winner Gulf 12 Hours Abu Dhabi Cup Class, Porsche GT3 Cup
3rd place 24 Hours of Zolder, Porsche GT3 Cup
2014: Champion Porsche GT3 Cup Challenge Benelux, Porsche GT3 Cup
Vice-Champion Belgian GT Championship, Porsche GT3R

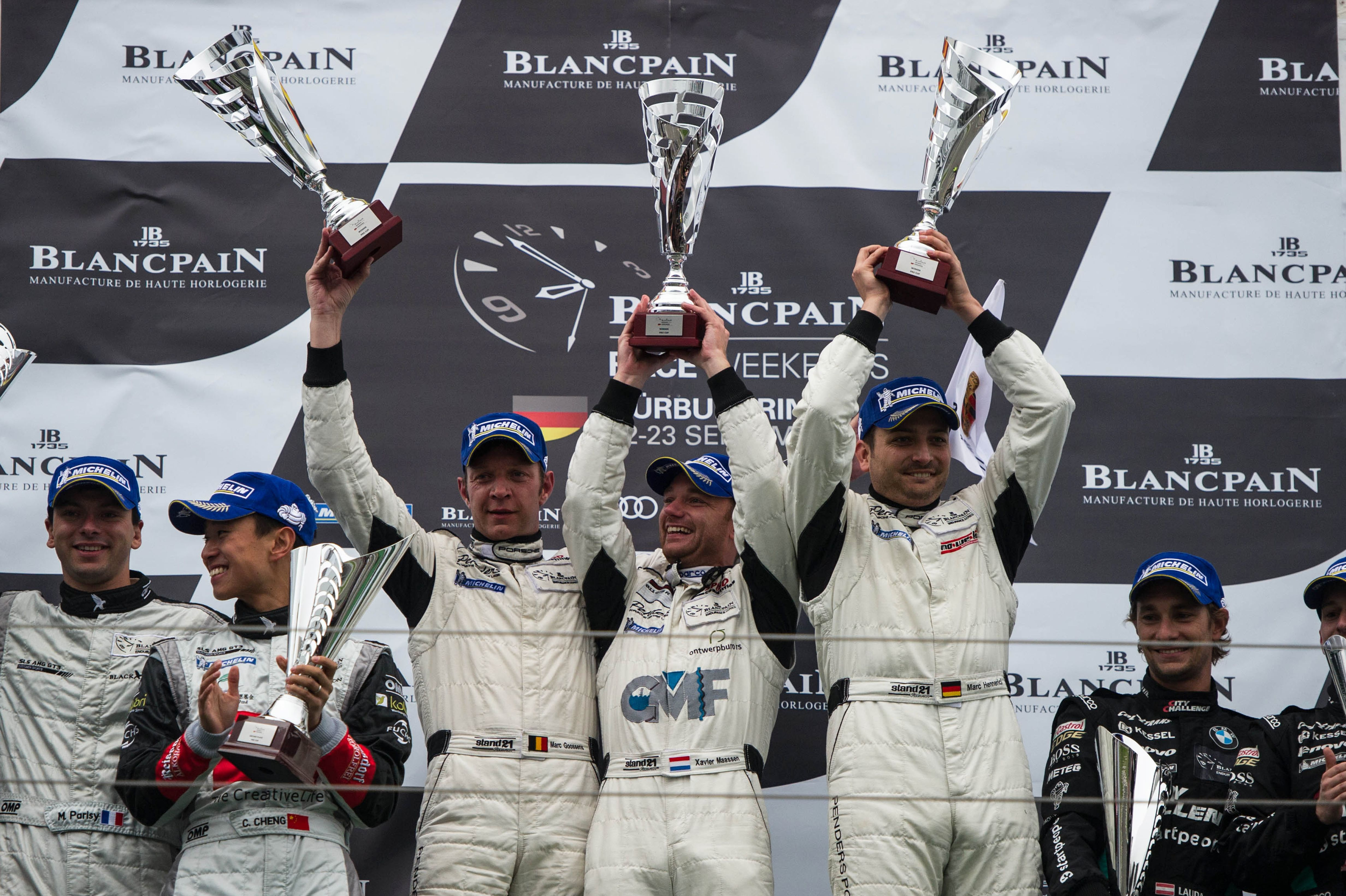
Xavier Maassen Blancpain Endurance Series 2012

2012: 3rd place Blancpain Endurance Series, Porsche GT3R
Winner Blancpain Endurance Series, Nürburgring Porsche GT3R
2011: Winner 24 Hours of Zolder, Audi R8 LMS
Vice-champion Belgian GT Championship, Audi R8 LMS
2010: Winner GT1 World Championship Spa, Corvette C6.R
2009: 2nd place 24 Hours of Le Mans LM GT1, Corvette C6.R
2008: Winner FIA GT, Monza, Corvette C6.R
2006: 3rd place North European Championship, Formula Renault 2.0
2004: Vice-champion Dutch Championship, Formula Renault 2.0
2002: Champion Belgian Championship, Formula Ford
Vice-champion Benelux Championship, Formula Ford
Champion Zolder Touring Cup, Renault Clio
2001: Champion Belgian Championship, Formula Ford